# Manos Unidas
Manos Unidas es una organización no gubernamental para la ayuda, promoción y desarrollo de los países empobrecidos creada en España. Forma parte de la Iglesia católica y trabaja con voluntarios. A su vez, Manos Unidas es también una Asociación pública de fieles. Su misión es la lucha contra el hambre, el subdesarrollo y la falta de instrucción y trabajan para erradicar las causas estructurales que las producen: la injusticia, el desigual reparto de los bienes y las oportunidades entre las personas y los pueblos, la ignorancia, los prejuicios, la insolidaridad, la indiferencia y la crisis de valores humanos y cristianos.

## Premios y distinciones
- Premio Internacional Jaime Brunet a la promoción de los Derechos Humanos (2004), otorgado por la Fundación Brunet de la Universidad Pública de Navarra.[1]
- Premio Príncipe de Asturias de la Concordia (2010).[2]
- Premio «Manos Unidas Navarra» recibió la Cruz de Carlos III El Noble de Navarra (2011) concedido por el Gobierno de Navarra.[3]